# 千葉西本線料金所
千葉西本線料金所（ちばにしほんせんりょうきんじょ）は、京葉道路宮野木JCTの本線に併設された本線料金所である。

## 料金所
- ブース数 : 10

### 木更津・館山方面
- ブース数 : 4
  - ETC専用 : 2
  - 一般 : 2

自動発券機による通行券の受け取り（ETCは通過）。C区間（幕張IC - 宮野木JCT間）の通行料金は、当料金所における通行券をもって、出口のインターチェンジで合算して精算。

### 船橋・篠崎方面
- ブース数 : 6
  - ETC専用 : 3
  - 一般 : 3

通行券による料金精算（ETCは通過）。C区間の通行料金は、当料金所で合算して精算。なお、本来B区間である幕張IC - 花輪IC間は無料で通行できるため、当料金所以西は花輪ICまで別料金を支払うことなく通行可能。

## 隣
E14 京葉道路
(7) 武石IC - (7-1) 宮野木JCT/千葉西TB - (8) 穴川IC